# Naomis Elizarde
Naomis Elizarde Suárez es una deportista cubana que compite en judo. Ganó una medalla de bronce en el Campeonato Panamericano de Judo de 2025, en la categoría de +78 kg.

## Palmarés internacional
| Campeonato Panamericano | Campeonato Panamericano | Campeonato Panamericano | Campeonato Panamericano |
| Año                     | Lugar                   | Medalla                 | Categoría               |
| ----------------------- | ----------------------- | ----------------------- | ----------------------- |
| 2025                    | Santiago (Chile)        | Medalla de bronce       | +78 kg                  |